# NGC 3930
NGC 3930 é uma galáxia espiral barrada (SBc) localizada na direcção da constelação de Ursa Major. Possui uma declinação de +38° 00' 52" e uma ascensão recta de 11 horas, 51 minutos e 45,7 segundos.
A galáxia NGC 3930 foi descoberta em 17 de Março de 1787 por William Herschel.